# 支笏湖温泉
支笏湖温泉（しこつこおんせん）は、北海道千歳市にある温泉、および支笏湖東岸部の地名である。

## 泉質
- 炭酸水素塩泉
- 塩化物泉
  - 源泉温度33.2℃[5]

## 温泉街
支笏洞爺国立公園内、支笏湖の東岸に支笏湖温泉があり、付近一帯の地名にもなっている。遊覧船の発着場所があるほか、飲食店やみやげ物屋なども多く温泉街を形成している。
また源泉は支笏湖温泉と異なるが、北西側に隣接する幌美内地区の支笏湖畔にも丸駒温泉、支笏湖いとう温泉が所在する。丸駒温泉、支笏湖いとう温泉はそれぞれ一軒宿である。また、幌美内の西隣にある奥潭地区にもかつてオコタン温泉が存在したが、現在では廃湯となっている。いとう温泉は現在閉鎖されており、リニューアルの計画がある。
これら支笏湖畔のいずれの温泉旅館でも、阿寒湖から支笏湖に移植されたヒメマス（チップ）を使った料理などが名物となっている。
建築規制が厳しく、4階以上の建物が建てられないことになっている。そのため、現存するホテルは全て3階建て以下である。

## 歴史
支笏湖畔では、1915年（大正4年）に丸駒温泉が開湯していた。かつては支笏湖東岸からの船のみが交通手段であった。現在は陸路が確保されている。
北西岸の一軒宿である丸駒に対し、東岸の湖畔地区はホテルや売店などが存在する観光地であったが温泉がなく、支笏湖観光の通年化のためにも温泉掘削が求められた。地元ホテル5社と千歳市が費用を出し合い、1974年（昭和49年）に湧出し翌年より開湯したのが支笏湖温泉である。1986年（昭和61年）4月20日には、温泉湧出を受けて付近の字名が「湖畔」から「支笏湖温泉」に改められ、地名となった。
湯量の低下を受け、2013年（平成26年）より新泉源（第2号源泉）が開湯している。

## アクセス
- 鉄道・バス：新千歳空港または千歳線千歳駅より北海道中央バス(3)支笏湖線で約50分、「支笏湖」下車。
- 自家用車：道央自動車道千歳インターチェンジより北海道道16号支笏湖公園線、国道453号を経由。

## 施設
- 千歳市立支笏湖小学校

## その他
支笏湖温泉地区に供給されている電気の周波数は、北海道・東日本で幅広く用いられている50Hzではなく、60Hzとなっている。これは電気の供給元が北海道電力ではなく王子製紙千歳発電所であり、建設当時の経緯によるものである。